# Шатуновский, Андрей Григорьевич
Андрей Григорьевич Шатуновский (5 октября 1959) — советский и российский барабанщик. В основном играет в стилях рок и блюз. Много лет играл в коллективах Владимира Кузьмина и Аллы Пугачевой

## Биография
Родился в Москве. По словам музыканта, начал заниматься музыкой в 10 классе школы под влиянием Джона Бонэма. После общеобразовательной школы окончил музыкальную.
В 1979 году поступил и затем успешно окончил 3-е Московское областное музыкальное училище (ныне Московский областной базовый
музыкальный колледж имени А.Н.Скрябина в городе Электросталь) по классу ударных. C 1983 года преподавал там же в течение нескольких лет.
В качестве своих педагогов упоминает Бориса Ивановича Кутня и Геннадия Хащенко.
Работает как сессионный музыкант. В этом качестве сотрудничал с Кеном Хенсли,  «Коррозия Металла», «СЕtИ», «Мастер», «Удачное приобретение», «Тяжёлый день», «Моральный Кодекс», группой Натальи Медведевой и множеством других музыкантов. 
Воспитывает двоих детей — Анну-Арину (2000) и Дмитрия (2003).

## Список проектов
- 1979—1981 — «Побратимы» (под руководством Олега Степурко[1])
- 1982—1983 — «Коктейль»[3][7]
- 1982—1983 — «Москва» Давида Тухманова[3][8]
- 1983—1984 — «Зигзаг» (с участием Андрея Большакова)[9]
- 1983—1985 — «Монитор» Владимира Мигули[1]
- 1984—1987[4][10]; 1990[3][11]; 2019—2020 — группа «Чёрный Кофе»[12]
- 1985 — группа Игоря Саруханова[1]
- 1985—1986 — музыкальная труппа Маргариты Тереховой[3]
- 1986—1987 — группа Ксении Георгиади[1]
- 1987—1988 — «Дюна»[1]
- 1988—1989 — «Александр Невский»[1][13]
- 1988 — «Тяжёлый день»[1]
- 1989—1990 — «Кураж»[3][14]
- 1989—1990 — GAIN (группа Валерия Гаины)[3][15][16]
- 1989—1992 — в группе «Лига блюза»[3][17]
- 1991—1992 — в группе «Мастер»(сессионно)[1]
- 1991—1995 — в группе «Коррозия Металла» (сессионно)[1]
- 1993—1998 — «Динамик» (группа Владимира Кузьмина)[1][18]
- 1994—1997 — «Hellraiser»[3][19]
- 1994—1995 — «Край Бэби»
- 1996 — Игорь Бойко Бенд[3]
- 1998—2010 — группа «Рецитал» Аллы Пугачевой[4][3]
- 2006 — принял участие в записи альбома Владимира Кузьмина «Святой Ручей»[20]
- с 2008 — группа «Stratosfera»
- с 2010-2011 — группа Валерия Меладзе[3]
- с 2011 — группа Стаса Намина «Цветы», Театр Стаса Намина [3]
- с 2011 — группа «Свободный полёт»[3]
- с 2018 — Корней и Zebra Band
- с 2019 — литературно-джазовый проект Марины Лисовец